# Bradwell (Norfolk)
Bradwell es un pueblo y una parroquia civil del distrito de Great Yarmouth, en el condado de Norfolk (Inglaterra).

## Demografía
Según el censo de 2001, Bradwell tenía 10 318 habitantes (4982 varones y 5336 mujeres). 1943 de ellos (18,83%) eran menores de 16 años, 7431 (72,02%) tenían entre 16 y 74, y 944 (9,15%) eran mayores de 74. La media de edad era de 41,69	años. De los 8375 habitantes de 16 o más años, 1703 (20,34%) estaban solteros, 5264 (62,85%) casados, y 1408 (16,81%) divorciados o viudos. 4874 habitantes eran económicamente activos, 4643 de ellos (95,26%) empleados y 231 (4,74%) desempleados. Había 44 hogares sin ocupar, 4347 con residentes y 10 eran alojamientos vacacionales o segundas residencias.
| 199                         | 225 | 272 | 257 | 270 | 341 | - | - | 540 | 542 | 534 | 598 | 654 | 757 | - | 982 | 2194 |
| (Fuente: Vision of Britain) |     |     |     |     |     |   |   |     |     |     |     |     |     |   |     |      |